# Боннервен
Боннервен (нід. Bonnerveen) — селище в нідерландській провінції Дренте. Входить до муніципалітету А-ен-Гюнзе. Його населення станом на 2005 рік складало 100 осіб.